# Kārlis Muižnieks
Kārlis Muižnieks, né le 25 mai 1964, à Riga, en République socialiste soviétique de Lettonie, est un joueur letton de basket-ball. Il évolue au poste d'arrière.

## Palmarès
Entraîneur
- FIBA Eurocup 2008
- Coupe de Pologne 2012